# Doug Lewis
Douglas Grey „Doug” Lewis (ur. 18 stycznia 1964 w Middlebury) – amerykański narciarz alpejski, brązowy medalista mistrzostw świata.

## Kariera
Pierwsze punkty w zawodach w zawodach Pucharu Świata zdobył 11 marca 1984 roku w Whistler, zajmując ósme miejsce w zjeździe. Na podium zawodów tego cyklu jedyny raz stanął 16 sierpnia 1985 roku w Las Leñas, gdzie rywalizację w zjeździe zakończył na drugiej pozycji. W zawodach tych rozdzielił Karla Alpigera ze Szwajcarii i Austriaka Helmuta Höflehnera. Poza tym najwyższą lokatę zajął 17 stycznia 1986 roku w Kitzbühel, gdzie był piąty w tej konkurencji. Najlepsze wyniki osiągnął w sezonie 1985/1986, kiedy to zajął 39. miejsce w klasyfikacji generalnej.
Jego największym sukcesem jest brązowy medal w biegu zjazdowym wywalczony podczas mistrzostw świata w Bormio w 1985 roku. Wyprzedzili go tam jedynie dwaj Szwajcarzy: Pirmin Zurbriggen i Peter Müller. Był to jego jedyny medal wywalczony na międzynarodowej imprezie tej rangi. Na rozgrywanych dwa lata później mistrzostwach świata w Crans-Montana wystąpił w supergigancie, lecz nie ukończył rywalizacji. W 1984 roku wystąpił na igrzyskach olimpijskich w Sarajewie, gdzie zajął 24. miejsce w zjeździe. Brał też udział w igrzyskach w Calgary w 1988 roku, gdzie w tej samej konkurencji zajął 32. pozycję.

## Osiągnięcia

### Igrzyska olimpijskie
| Miejsce | Dzień     | Rok  | Miejscowość | Konkurencja | Czas biegu | Strata | Zwycięzca         |
| ------- | --------- | ---- | ----------- | ----------- | ---------- | ------ | ----------------- |
| 24.     | 16 lutego | 1984 | Sarajewo    | Zjazd       | 1:45,59    | +2,90  | Bill Johnson      |
| 32.     | 15 lutego | 1988 | Calgary     | Zjazd       | 1:59,63    | +6,62  | Pirmin Zurbriggen |

### Mistrzostwa świata
| Miejsce | Dzień       | Rok  | Miejscowość   | Konkurencja | Czas biegu | Strata | Zwycięzca         |
| ------- | ----------- | ---- | ------------- | ----------- | ---------- | ------ | ----------------- |
| 3.      | 3 lutego    | 1985 | Bormio        | Zjazd       | 2:06,68    | +0,14  | Pirmin Zurbriggen |
| 29.     | 31 stycznia | 1987 | Crans-Montana | Zjazd       | 2:07,80    | +3,34  | Peter Müller      |
| DNF     | 2 lutego    | 1987 | Crans-Montana | Supergigant | 1:19,93    | –      | Pirmin Zurbriggen |

### Puchar Świata

#### Miejsca w klasyfikacji generalnej
- sezon 1983/1984: 79.
- sezon 1984/1985: 59.
- sezon 1985/1986: 39.
- sezon 1986/1987: 53.

#### Miejsca na podium
1. Las Leñas – 16 sierpnia 1985 (zjazd) – 2. miejsce